# 清涼商務
清涼商務（日语：クール・ビズ、英語：Cool Biz）是日本小泉纯一郎内阁於2005年夏天開始，為了减少能源消耗，以调高空调温度，由環境省推行的衣物輕量化運動，乃至以此為方向的輕裝。这项运动是因为日本上班族工作时普遍穿西装，夏天也不例外。根據環境省提出，中央政府部門應設置空調至 28°C 直至九月。日本政府称，2005年日本的二氧化碳排放量减少了46万吨。日本当年冬季还发起了“Warm Biz”（暖装）运动。

## 語源
帶有「涼快」、「醒目」等意思的（cool、酷），與及代表工作、職業等意思的「（Business、商務）」的短縮形（BIZ）合成的造語。在2005年4月舉行的環境省公募當中選拔出來。

## 概要
清涼商務建議員工把衣領上漿、穿吸收濕氣的長褲。此項目亦鼓勵員工穿上短袖衣服、不穿外套和領帶。
混亂：很多員工感到不知所措--是否應該跟隨新規定？原因仍有不少員工依舊穿上外套和領帶，和對應否將它們放於口袋中覺得混淆。
缺點：有時候，支持此項目的員工會尷尬。由於仍有不少公務員穿上整套西裝，他們認為這些沒有佩帶領帶的員工是不予尊重。